# Orthotheca circinata
Orthotheca circinata là một loài rêu trong họ Calymperaceae. Loài này được Brid. Brid. mô tả khoa học đầu tiên năm 1827.